# Sultentjärnen (Järna socken, Dalarna)
Sultentjärnen är en sjö i Vansbro kommun i Dalarna och ingår i Dalälvens huvudavrinningsområde.